# Diamantoidy
Diamantoidy (též kondenzované adamantany) jsou molekuly se strukturou podobnou uhlovodíku adamantanu (C10H16), podobající se základní buňce krystalové mřížky diamantu. Diamantoidy mohou obsahovat ve svých molekulách jednu nebo více klecí (adamantan, diamantan, triamantan, a vyšší polymantany) i řadu jejich izomerních a strukturních obměn. Diamontoidy se vyskytují v ropě ha lze je izolovat jako čisté krystaly, které mohou obsahovat i dvanáct adamantanových jednotek na molekulu.
Cyklohexamantan lze považovat za nanodiamant o hmotnosti přibližně 5,6×10−22 g.

## Příklady a reakce
- Adamantan (C10H16)
- Icean (C12H18)
- BC-8 (C14H20)
- Diamantan (C14H20), též nazývaný diadamantan, dvě klece spojené stěnami
- Triamantan (C18H24), též triadamantan. C4H4 jednotka napojená na jednu ze čtyř stěn diadamantanu.
- Isotetramantan (C22H28). C4H4 jednotka se může navázat na jednu z osmi stěn triamantanu, čímž mohou vzniknou čtyři různé izomery; jeden z nich je prochirální. Jednotlivé P a M-enantiomery lze od sebe oddělit.
- Pentamantan má devět izomerů se vzorcem C26H32; existuje také jiný pentamantan odpovídající vzorci C25H30.
- Cyklohexamantan (C26H30)
- Superadamantan (C30H36)

Jeden z izomerů tetramantanu je největším známým diamantoidem připraveným organickou syntézou z ketokarbenoidu.
Větší diamantanoidy lze získat z kyseliny diamantandikarboxylové.
První izolace diamantoidů z ropy byla provedena těmito kroky: vakuovou destilací za teploty 345 °C (odpovídající teplotě varu), pyrolýzou při 400 až 450 °C (za účelem odstranění všech sloučenin mimo diamantoidy, které jsou tepelně mnohem stálejší) a posloupností separací pomocí vysokoúčinné kapalinové chromatografie.
V jedné studii se podařilo vytvořit derivát tetramantanu obsahující thiolové skupiny, což umožnilo jejich zachycení na zlato a tvorbu monovrstev (diamantoidů na zlatu).
Prozkoumán byl také pentamantan. Mediální izomer [1(2,3)4]pentamantanu (dole) by měl vytvářet energeticky výhodnější karbokation než apikální (nahoře) a jednoduchá bromace pentamantanu 1 elementárním bromem vytvářet pouze mediálně bromovaný derivát 2, který se po hydrolýze ve směsi vody a dimethylformamidu mění na alkohol 3.
Nitrooxylací sloučeniny 1 kyselinou dusičnou vzniká apikální nitrát 4, který see hydrolyzuje na apikální alkohol 5; aktivní elektrofilní činidlo NO -
2 HNO +
3  totiž vytváří silnější sterické efekty. Tento alkohol může dále reagovat s bromidem thionylu na bromid 6 a v několika krocích (které nejsou znázorněny) vytvořit thiol. Pentamantan také radikálově reaguje s tetrabrommethanem a tetra-n-butylamoniumbromidem (TBABr) za vzniku bromidu, tato reakce ale není selektivní.

## Výskyt
Diamantoidy se nacházejí ve vysokovroucích ropných frakcích. Obsažený uhlík je biologického původu, což bylo potvrzeno srovnáním poměru přítomných izotopů uhlíku.

## Optické a elektronové vlastnosti
Diamantoidy absorbují v hluboké ultrafialové oblasti na energiích okolo 6 elektronvoltů a vyšších.
Vzhled spektra jednotlivého diamantoidu závisí na velikosti, tvaru a symetrii jeho molekuly. Díky dobře určené velikosti a struktuře se diamantoidy používají jako modely pro výpočty elektronových struktur.